# Il suo destino (film 1920)
Il suo destino è un film del 1921 diretto da Georges-André Lacroix.